# Pietà di Palestrina
La  Pietà di Palestrina est une sculpture attribuée à Michel-Ange mesurant 253 cm et qui se trouve actuellement à la Galleria dell'Accademia de Florence à côté de son David.

## Histoire
Le nom de l'œuvre provient du fait qu'elle se trouvait à l'origine  dans la chapelle funéraire du cardinal Antoine Barberini dans l'église Santa Rosalia à Palestrina.
La sculpture a été réalisée à partir d'un bloc de marbre de l'époque impériale romaine (dans un coin sur l'arrière on peut encore voir la décoration à feuille d'acanthe).
La production de cette pièce ferait partie des dernières œuvres du maître aux alentours des années 1550, quand, à Rome, il travaillait pour lui-même sur le thème de la Pietà, pour son propre tombeau, qu'il aurait voulu placer dans la Basilique Sainte-Marie-Majeure de Rome.
L'œuvre est identifiée pour la première fois en 1756 par l'historien Cecconi dans son Histoire de Palestrina, dans lequel elle est désignée comme "esquisse du célèbre Buonarroti" dans la chapelle funéraire du cardinal Antonio Barberini, à l'intérieur de l'église de Santa Rosalia à Palestrina.
Selon Romanelli (1967) la présence de l'œuvre à Palestrina serait due à l'amitié entre Michel-Ange et Vittoria Colonna, dont la famille possédait Palestrina au XVIe siècle. Granier avance qu'elle est arrivée dans la ville avec la famille Farnese qui possédait le fief autour de 1540.
En 1939, le gouvernement fasciste empêche la vente de l'œuvre à un marchand américain et celle-ci entre à la Galerie de l'Académie à Florence, moyennant le règlement à la famille Barberini de quatre millions et demi de lires par l'industriel lombard Gerolamo Gaslini, alors en délicatesse avec le fisc. Benito Mussolini transformera cet arrangement secret en opération de propagande en offrant en son nom l'œuvre au musée. Dans un article décrivant la sculpture, le grand historien de l'art Pietro Toesca écrit : "ce chef-d'œuvre de Michel-Ange est offert à l'Italie par le Duce, cadeau fait à lui par un citoyen anonyme."

## Doutes sur la paternité
De forts doutes subsistent quant à la paternité de l'œuvre attribuée à Michel-Ange car, contrairement aux autres productions de l'artiste, on ne retrouve aucune trace la mentionnant dans les documents d'époque.
Bien que la physionomie du sujet soit en accord avec d'autres œuvres de Michel-Ange, la disproportion des jambes du Christ suggère à plusieurs spécialistes que la Pietà de Palestrina a été sculptée par un de ses élèves ou un imitateur.
Le critique Alessandro Parronchi soutient que Francesco da Sangallo pourrait en être l'auteur, en prenant pour inspiration la Pietà Bandini.

## LesPietàde Michel-Ange
- Pietà du Vatican  (1499), Basilique Saint-Pierre, Rome
- Pietà aux quatre figures (vers 1557), Museo dell'Opera del Duomo, Florence.
- Pietà Rondanini (1560 - 1564), Castello Sforzesco, Milan.
- Pietà di Palestrina (1550), Galleria dell'Accademia de Florence (attribution et datation incertaine).

## Sources
- (it) Cet article est partiellement ou en totalité issu de l’article de Wikipédia en italien intitulé « Pietà di Palestrina » (voir la liste des auteurs).